# تابيرنو
بلدية تابيرنو (بالإسبانية: Taberno)‏, هي بلدية تقع في مقاطعة المرية. جنوب شرق إسبانيا. يبلغ عدد سكانها 1.085 نسمة.

## وصلات خارجية
- (بالإسبانية)